# Communauté de communes des Vals d’Aix et Isable
Die Communauté de communes des Vals d’Aix et Isable ist ein französischer Gemeindeverband mit Rechtsform einer Communauté de communes im Département Loire, dessen Verwaltungssitz sich in dem Ort Saint-Germain-Laval befindet. Das Gebiet der zwölf angeschlossenen Gemeinden erstreckt sich in der Mitte des Départements zwischen Roanne und Saint-Étienne auf einer Fläche von 196,30 km² und umfasst die Täler der Flüsse Aix und Isable. Präsident ist Georges Bernat.

## Historische Entwicklung
Mit Wirkung vom 1. Januar 2019 gingen die ehemaligen Gemeinden Saint-Julien-la-Vêtre, Amions und Dancé in die Commune nouvelle Vézelin-sur-Loire auf. Dadurch verringerte sich die Anzahl der Mitgliedsgemeinden auf zwölf.

## Aufgaben
Zu den vorgeschriebenen Kompetenzen gehören die Entwicklung und Förderung wirtschaftlicher Aktivitäten und des Tourismus sowie die Raumplanung auf Basis eines Schéma de Cohérence Territoriale. Der Gemeindeverband bestimmt die Wohnungsbaupolitik. In Umweltbelangen betreibt er die Müllabfuhr und ‑entsorgung. Zusätzlich fördert der Verband Kultur- und Sportveranstaltungen.

## Mitgliedsgemeinden
Folgende zwölf Gemeinden gehören der Communauté de communes des Vals d’Aix et Isable an:
| Gemeinde                                        | Einwohner 1. Januar 2022 | Fläche km² | Dichte Einw./km² | Code INSEE | Postleitzahl |
| ----------------------------------------------- | ------------------------ | ---------- | ---------------- | ---------- | ------------ |
| Bully                                           | 433                      | 19,03      | 23               | 42027      | 42260        |
| Grézolles                                       | 236                      | 5,60       | 42               | 42106      | 42260        |
| Luré                                            | 137                      | 6,23       | 22               | 42125      | 42260        |
| Nollieux                                        | 187                      | 6,95       | 27               | 42160      | 42260        |
| Pommiers-en-Forez                               | 371                      | 23,84      | 16               | 42173      | 42260        |
| Saint-Georges-de-Baroille                       | 452                      | 15,24      | 30               | 42226      | 42510        |
| Saint-Germain-Laval                             | 1.594                    | 17,08      | 93               | 42230      | 42260        |
| Saint-Julien-d’Oddes                            | 297                      | 10,41      | 29               | 42243      | 42260        |
| Saint-Martin-la-Sauveté                         | 870                      | 29,74      | 29               | 42260      | 42260        |
| Saint-Polgues                                   | 275                      | 5,77       | 48               | 42274      | 42260        |
| Souternon                                       | 275                      | 17,05      | 16               | 42303      | 42260        |
| Vézelin-sur-Loire                               | 816                      | 39,36      | 21               | 42268      | 42260, 42590 |
| Communauté de communes des Vals d’Aix et Isable | 5.943                    | 196,30     | 30               | –          | –            |